# Carlos Alberto Silva
Carlos Alberto Silva (Bom Jardim de Minas, 14 de agosto de 1939 — Belo Horizonte, 20 de janeiro de 2017) foi um técnico brasileiro de futebol.

## Carreira
Formado em educação física pela Universidade Federal de Minas Gerais, seu primeiro clube foi a Ferroviária de Araraquara, a qual dirigiu entre 17 de setembro de 1972 a 6 de maio de 1973, Carlos Alberto Silva treinou a Ferroviária em 43 jogos, conseguindo 15 vitórias, empatando 14 vezes e perdendo 14 embates. Com ele, a AFE marcou 40 gols e sofreu 36. Mas ganhou notoriedade ao conduzir o Guarani à sua primeira conquista do Campeonato Brasileiro, em 1978, ao vencer o Palmeiras na final.
Silva chegou ao Guarani no início de 1978, quando estava disposto a aceitar uma proposta do Araxá ou do Uberlândia: "Daí apareceu o Guarani. Apesar de ter um bom nome em Belo Horizonte, como treinador, os dirigentes do Cruzeiro e do Atlético pareciam não acreditar muito em mim."
Treinou ainda vários outros clubes do futebol brasileiro como São Paulo, Atlético Mineiro, Palmeiras, Cruzeiro, Corinthians e Santos, ao longo de mais de 20 anos. Também treinou clubes do exterior como o La Coruña, da Espanha, e o Porto, de Portugal, conquistando por esse último dois Campeonatos Nacionais e uma Supercopa.
Foi também treinador da Seleção Brasileira entre 1987-1988, conquistando a medalha de ouro nos Jogos Pan-americanos de 1987 em Indianápolis e a medalha de prata nos Jogos Olímpicos de 1988 em Seul. Ocupou o cargo de diretor de futebol do Atlético-MG e se aposentou do futebol como técnico em 2005. Morava em Ibirité, região metropolitana de Belo Horizonte. Seu último trabalho no futebol foi como vice-presidente no Villa Nova.
Carlos Alberto Silva faleceu em 20 de janeiro de 2017, aos 77 anos, após se recuperar de uma cirurgia no coração.

## Títulos

### Treinador[5]
Seleção Brasileira
- Jogos Pan-Americanos: 1987

GE Catanduvense
- Campeonato Paulista — Série A2: 1974

Guarani
- Campeonato Brasileiro: 1978

São Paulo
- Campeonato Paulista: 1980[6] e 1989[7]

Atlético-MG
- Campeonato Mineiro: 1981 e 1982
- Torneio de Paris de Futebol: 1982

Santa Cruz
- Campeonato Pernambucano: 1983

Yomiuri Kawasaki
- Campeonato Japonês: 1991

Porto
- Campeonato Português:1991–92 e 1992–93
- Supertaça de Portugal: 1992

Cruzeiro
- Copa Master da Supercopa: 1995